# Edykt Horemheba
Edykt Horemheba – ustawa karna obowiązująca w starożytnym Egipcie, wydana przez faraona Horemheba (1319–1292 p.n.e.), ostatniego przedstawiciela XVIII dynastii, w celu przywrócenia porządku i opanowania niestabilności wewnętrznej, jaka zaistniała w Egipcie po rewolucji religijnej Echnatona i latach nieudolnych rządów jego następców: Smenchkare, Tutanchamona i Aja. Kopia autentycznego tekstu królewskiego edyktu wyryta na kamiennej steli, ustawionej u podnóża X pylonu świątyni Amona w Karnaku jest jednym z nielicznych pomników prawa staroegipskiego, jakie do tej pory udało się odnaleźć. Ustawa Horemheba nie ma charakteru kodyfikacji prawa. Stanowiła raczej akt wydany okazjonalnie w określonym celu (uporządkowanie spraw państwowych) przy objęciu tronu.

## Treść
Tekst rozpoczyna się wprowadzeniem, zawierającym m.in. przedstawione w sposób oględny motywy, jakimi kierował się faraon, ustanawiając akt (w pewien sposób wprowadzenie przypomina więc współczesne preambuły aktów normatywnych). Następnie po kolei wymieniane są różne przykłady przestępstw i nadużyć, do jakich dopuszczali się urzędnicy, żołnierze i skorumpowani sędziowie oraz kary, jakie mają za nie grozić.
Pierwsze przepisy aktu dotyczą w ogólności przestępstw i nadużyć związanych z pobieraniem danin (podatków). Wymienione są następujące przestępstwa:
- kradzież dóbr przeznaczonych na daniny (wymienione są daniny dla królewskich browarów i kuchni, daniny z drewna i daniny dla haremu) oraz na ofiary dla bogów;
- kradzież tratwy służącej ubogiemu do transportu danin;
- bezprawne zatrzymanie i używanie cudzych niewolników przez poborców podatkowych.

Ponadto w przypadku daniny z drewna, ze względu na fakt, że dobre drewno w Egipcie było towarem deficytowym, faraon nakazuje umożliwić ubogiemu, który nie posiada własnej tratwy, użyczenie tratwy od kogoś innego. Nakazane jest również przywrócenie obrabowanemu dóbr, które utracił. Zabronione jest wymuszanie danin od obrabowanego, który nie ma co dać. Za wyżej wymienione przestępstwa grozi kara mutylacyjna w postaci obcięcia nosa oraz zesłanie do Tjaru (egip. TArw, położone najprawdopodobniej w okolicy dzisiejszego Al-Kantara).
Następnie edykt mówi o żołnierzach kradnących skóry bydła, będącego własnością faraona, a oddanego w użytkowanie prywatnym hodowcom. Dokładne znaczenie tego przepisu nie jest pewne. Według Jamesa Breasteda, gdy wypożyczone bydło padało, użytkownik musiał okazać jego skóry reprezentującemu faraona nadzorcy bydła. Nieuczciwy urzędnicy kradli skóry na szkodę hodowcom królewskiego bydła. Edykt zwalnia okradzionych od odpowiedzialności za brak skór po padniętym bydle. Kradnący skóry są zobowiązani do ich zwrotu. Karą przewidzianą za ten postępek jest sto uderzeń biczem i otwarcie pięciu ran na ciele winnego.
W kolejnych przepisach mowa jest o nieuczciwych inspektorach, którzy przymykają oczy na nadużycia ze strony poborców podatkowych w zamian za udział w uzyskanej bezprawnie części podatków oraz o poborcach podatkowych bezprawnie odbierających poddanym produkty rolne pod pozorem pobierania podatków dla browarów i kuchni faraona. Łapówkarstwo i przekupstwo zostają zagrożone karą śmierci (bez sprecyzowanego sposobu jej wykonania).
Horemheb w swoim edykcie opisuje również dokonane przez siebie reformy, mające na celu przede wszystkim rzeczywistą realizację wyżej wymienionych postanowień oraz usprawnienie administracji i sądownictwa. Faraon ustanawia dwóch urzędników (najprawdopodobniej chodzi o wezyrów) o wysokich kompetencjach sądowniczych, jednego w Tebach dla Górnego Egiptu i jednego w Memfis dla Egiptu Dolnego. Dodatkowo w każdym mieście ustanawia sądy złożone z urzędników i kapłanów.